# ラファエル・アレンカー
ラファエル・アレンカー (Rafael Alencar、1978年7月18日 - )は、ブラジルのゲイポルノ男優。

## 経歴
歯科技師として働いていたが、患者の一人から「雑誌で裸になれば君が歯科技師として一日に稼ぐ金額の2倍は稼げる」と誘われたことで雑誌の表紙を飾り、それがポルノ会社の目に留まったことからデビューする。
現在はポルノスターとしては引退し 、定額制ソーシャルメディアサービスの中にある自身のチャンネルでコンテンツを発表している。

## 受賞
| 年   | 賞              | 結果 | 部門                                                          | 作品      | 脚注  |
| ---- | --------------- | ---- | ------------------------------------------------------------- | --------- | ----- |
| 2021 | GRABBYSアワード | 受賞 | Best 3 Way (ガブリエル・フェニックス、ルスラン・アンジェロと) | DP Ruslan | [ 4 ] |